# 節儉悖論

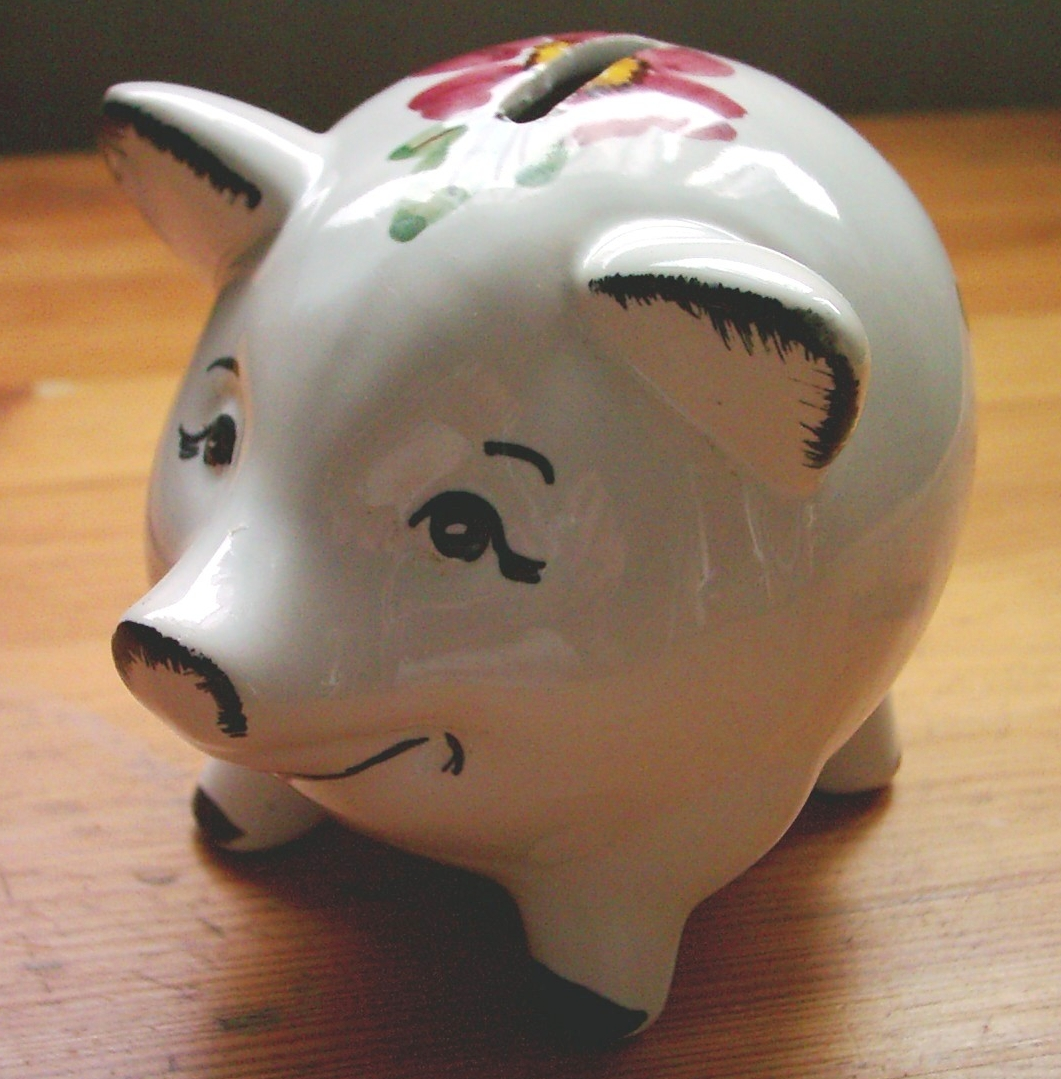
一個用來儲蓄的撲滿

節儉悖論（paradox of thrift） ，又稱為儲蓄悖論（paradox of saving），是一個經濟學上的悖論。早於1714年，它已在《蜜蜂的寓言》（The Fable of the Bees） 一書中提出，但它成為一條普及的悖論、廣為人知的經濟學假說，則要等到被稱為「戰後繁榮之父」的英國經濟學家凯恩斯在1930年代高舉凱恩斯主義旗幟之時。
節儉悖論指出如果社會上每個人試圖在經濟衰退時期增加儲蓄，總需求會下降並會因消費減少導致經濟增長放緩，而減少社會上的總儲蓄。狹義上而言，此悖論指出當個人儲蓄試圖增加，總儲蓄會下降；或廣義上來說，儲蓄增加對經濟可能有損。不論狹義還是廣義，節儉悖論都反映出一個似是而非的「合成謬誤」，那就是說「在局部上真實必然在全部上真實」的謬誤。

## 悖論
在一個經濟體中，如果每個人增加儲蓄盈餘（即其邊際儲蓄傾向增加，使在任何收入水平下儲蓄率皆上升），社會上所有公司的總收益會減少，這個減少導致經濟發展放緩，繼而影響薪金增幅減少，甚至出現下跌。最後整個經濟的總儲蓄會因為較低的收入和較弱的經濟而不會增加甚至會下降。
在均衡時，總收入（即總需求）必然相等於總產出，總投資必相當於總儲蓄。假設作為收入的一部份的儲蓄上升得比投資快，即是邊際儲蓄傾向上升，而在其他因素不變下，總收入相等於總產出的均衡點會移動到較低水平。
節儉悖論表現出一個囚徒困境的狀況。因為對個體而言，儲蓄或許是有益的，但它卻對整體社會有害，所以人們要在兩難的困境裡取捨。一個不懂得節儉悖論的人或會墮進合成謬誤，以為在個體身上成立的，在總體經濟上也會成立，因此以為國家儲蓄處於高水平便意味國家富裕。凱恩斯及其支持者卻持相反意見，他們認為雖然儲蓄對個人而言或許有利，可以應未雨綢繆（saving for a rainy day）之需，但節儉悖論說明增加儲蓄對總體經濟不一定是一件好事。

## 解釋

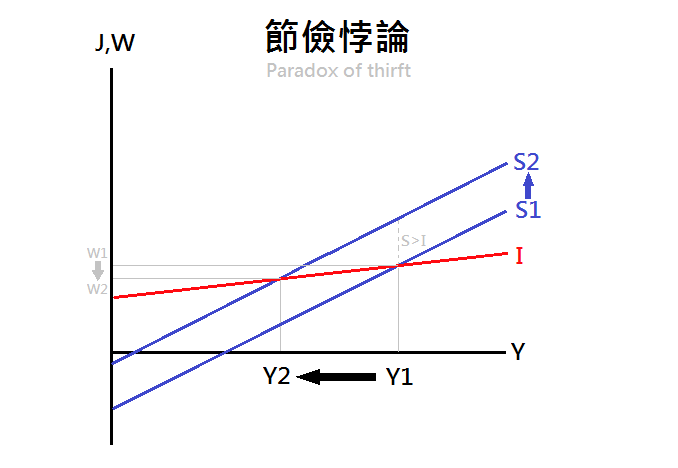
以基本凱恩斯收入決定模型表示節儉悖論

這個悖論建基於凱恩斯主義主張的總需求決定論。凱恩斯主義認為，一個經濟體系的總收入水平由需求面因素決定，因為他們認為（或是說，他們身處的時代背景中），由於物價低無可低及大量資源閒置，總供應曲線是水平的，所以總需求上升可以刺激收入增加而不導致物價上漲。消費是總需求的重要組成部分。儲蓄增加意味消費減少，總需求因此而下降，所以國民收入水平下降。這導致了誘發儲蓄會減少。
所謂「誘發」即變數而非常數，屬內生變數，誘發儲蓄指收入上升而誘發增加的儲蓄，例如收入上升了100元，當中20元用作儲蓄，此20元便是誘發儲蓄。同理，誘發消費、誘發投資也是指因收入上升而增加的變數。「誘發」一詞相對於「自發」而言。自發者，即本身的常數，屬外生變數，「自發儲蓄」便是即使收入為零也會進行的儲蓄，一般而言自發儲蓄是負數，因為沒有收入也得消費，消費就取自儲蓄。「自發」之量可見於Y截距之值。

### 圖解
右圖反映了一個簡化了的基本凱恩斯收入決定模型（只有家庭和廠商兩個部門，沒有政府，沒有對外往來，所以只有消費和投資函數）。圖中，S代表儲蓄函數曲線，而I代表投資函數曲線，Y表示收入（國民收入），J和W分別代表注入（Injection）和撤出（Withdrawal）函數（在此簡化模型中，注入只有投資，撤出只有儲蓄），當注入相等於撤出（I=S），便達到均衡。
根據凱恩斯的學說，儲蓄函數（S）由消費函數（C）推導出來，各經濟變量均包括自發和誘發兩部分，前者屬外生變數，後者則屬內生變數。誘發儲蓄與收入成正比，而誘發儲蓄以邊際儲蓄傾向(mps,s)表示，自發儲蓄以{\displaystyle {\overline {S}}}表示。投資函數亦如是，誘發投資以邊際投資傾向(mpi,i)表示，自發投資以{\displaystyle {\overline {I}}}表示。
- 由此得出兩條函數：
  - {\displaystyle I={\overline {I}}+iY}
  - {\displaystyle S={\overline {S}}+sY}

圖中，I=S達到均衡，在原來均衡點上，收入在Y1。儲蓄增加函數曲線由原來的S1上升至S2，收入水平下降到Y2，而儲蓄水平由W1下降至W2。
這個模型反映了儲蓄增加，收入和儲蓄水平皆下降的典型節儉悖論情況。

## 批評
非凱恩斯主義經濟學者在三個層面批評此理論。
首先，若需求減弱，物價會下降（排除政府干預），而物價下降會刺激需求。（雖然利潤或成本，甚至工資，會較低）。然而，這個批評遭到凱恩斯主義經濟學者反擊，指出因為價格僵性，物價在衰退時不會下降。
其次，可能是最重要的一項，儲蓄即是可貸出資金。這些資金帶來潛在借出和投資的增加。另外，可貸資金增加亦使借貸市場上，貸款供應增加，從而使利率下降，刺激借款。所以消費者減少的支出（增加的儲蓄）會被銀行制度的借出及隨後的開支所抵銷。這個批評極有意義，因為極端程度的高儲蓄很少有，這是明顯與困難時期所掛勾的。上文所述的未雨綢繆行為（saving for a rainy day）從未被視為一個悖論。因此節儉悖論一詞只有在害怕衰退而發狂似的儲蓄的情況中出現。現實借貸市場中，更多的儲蓄使貸款供應增加，壓低利率，較低的利率會減少人們儲蓄的動機。
如果現金被貯藏，（例如埋在地下的金箱）而不放在有回報的投資（例如儲入銀行），一個由「儲蓄」引致的衰退可能出現。顯然，這個情況十分罕見。但對「貯藏」這個概念的理解過份簡化會忽略另一個出現「貯藏」可能性——它可以發生在存款機構（如銀行）本身。當利率太過低甚至接近零的水平，銀行將不願意借出存款（參見流動性陷阱），這時儲蓄還是會超於投資。
其三，此悖論假設一個封閉經濟。如果經濟體系的生產大於其消費，引致儲蓄上升，這可以被貿易夥伴的消費所抵銷。所以貿易自由的情況下此悖論不存在。但是，若把整個地球視為一個封閉經濟，這個批評仍不成立。

### 奧地利經濟學派的批評
奧地利經濟學派經濟學家弗里德里希·海耶克在其1929年的文章《The 'Paradox' of Savings》（《儲蓄「悖論」》）中攻擊節儉悖論。
奧地利經濟學者同意如果社會成員增加儲蓄，公司的總收益會減少，但他們反對較少的收益引致較低的經濟增長的說法。他們相信，經濟體系的生產力是由「消費－投資比」所決定，而對貨幣的需求只反映人們偏好貨幣功用（厭惡風險）的程度，相對於對物品的功用。他們認為貨幣需求增加不一定引致社會成員的消費－投資比。換句話說，假設貨幣需求增加至使經濟體系的支出水平下降一半的一點。如果剩下來的開支仍可分柝成原本的消費－投資比，所有價格會下降一半，而生產力卻會維持不變。

## 歷史
其實，與節儉悖論類似的想法早已在凱恩斯之前被其他人提出。例如：
《聖經箴言》：
|                 | 有施散的、卻更增添．有吝惜過度的、反致窮乏。 好施捨的、必得豐裕．滋潤人的、必得滋潤。 |
| ——箴言 11:24–25 |                                                                                       |

《蜜蜂的寓言》（The Fable of the Bees,1714）：凱恩斯本人引用到下文
在這審慎的經濟，儲蓄是家庭最確定能夠增加財產的方式。所以有些人會想像，如果實行同一個方法（他們認為能實行），無論一個國家是貧瘠抑或肥沃，會在國家層面上有同樣的效果。例如，如果英國人像她某些鄰國一樣節儉，這個國家將會比現在更富裕。這個，我認為是一個錯誤。
|  | As this prudent economy, which some people call Saving, is in private families the most certain method to increase an estate, so some imagine that, whether a country be barren or fruitful, the same method if generally pursued (which they think practicable) will have the same effect upon a whole nation, and that, for example, the English might be much richer than they are, if they would be as frugal as some of their neighbours. This, I think, is an error. |

關於消費不足和儲蓄過度的問題，早於十九世紀已被「消費不足學派」的經濟學者發崛出來。而類似於節儉悖論的陳述（集體企圖增加儲蓄導致更少的整體儲蓄－"collective attempts to save yield lower overall savings"）已被約翰·羅拔臣在其1892年的著作《儲蓄的謬論》（The Fallacy of Saving）寫到：
若全部社會成員變得傾向儲蓄更多，鑑於（其他傾向維持原狀）工業會更接近或更常停滯不前，利潤會更少，利息會更低，所賺取的會更少和更不穩定總儲蓄會明顯地變得更少。這不是無根據的吊詭，而是最嚴格的經濟真相。
|                                                      | Had the whole population been alike bent on saving, the total saved would positively have been much less, inasmuch as (other tendencies remaining the same) industrial paralysis would have been reached sooner or oftener, profits would be less, interest much lower, and earnings smaller and more precarious. This ... is no idle paradox, but the strictest economic truth. |
| ——John M. Robertson, The Fallacy of Saving, p. 131–2 | |

凱恩斯在其著作《貨幣論》（A Treatise on Money|Treatise on Money1930）區別商業投資活動及儲蓄：
……僅僅節制並不足以建立城市或枯竭沼澤。……如果企業進行中，不論節儉發生甚麼財富也會累積；如果企業停滯不前，不論節儉做了甚麼財富也會消耗。因此，節儉可以是企業的婢女。但同樣地她可以不是。甚或乎，她經常不是。
|  | ...mere abstinence is not enough by itself to build cities or drain fens. ... If Enterprise is afoot, wealth accumulates whatever may be happening to Thrift; and if Enterprise is asleep, wealth decays whatever Thrift may be doing. Thus, Thrift may be the handmaiden of Enterprise. But equally she may not. And, perhaps, even usually she is not. |

又在其著作《通論》（The General Theory 1936）中陳述節儉悖論：
雖然他個人的儲蓄量對其收入沒有明顯的影響，但其消費量的變化影響其他人的收入，令到每個人同時增加儲蓄是不可能的。每一個企圖以減少消費來增加儲蓄的人都會影響他人收入，而最終使自己的目的失敗。當然，正如社會儲蓄少於現時投資時不可能，因為這樣做的意圖一定會把收入提高到一個達到私人儲蓄的總和完全相等於投資額的水平。
|                                                                                               | For although the amount of his own saving is unlikely to have any significant influence on his own income, the reactions of the amount of his consumption on the incomes of others makes it impossible for all individuals simultaneously to save any given sums. Every such attempt to save more by reducing consumption will so affect incomes that the attempt necessarily defeats itself. It is, of course, just as impossible for the community as a whole to save less than the amount of current investment, since the attempt to do so will necessarily raise incomes to a level at which the sums which individuals choose to save add up to a figure exactly equal to the amount of investment. |
| ——John Maynard Keynes, The General Theory of Employment, Interest and Money, Chapter 7, p. 84 | |

這個理論被森穆遜在其極富影響力的著作《經濟學》（Economics1948）定名為節儉悖論，並把此名詞發揚光大。